# Antonio Moreno (Schauspieler, 1887)

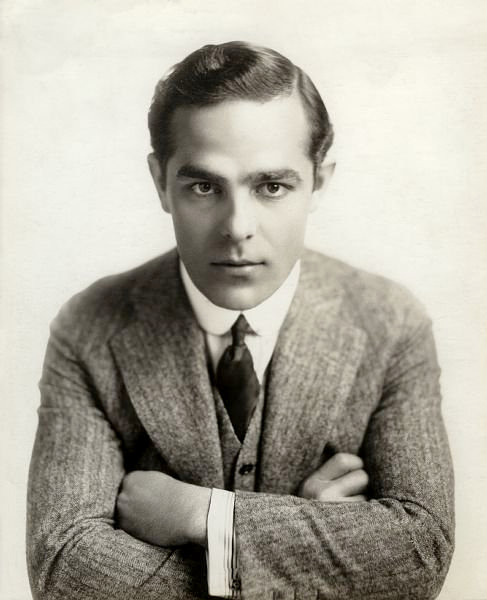
Antonio Moreno (1916)

Antonio Moreno (* 26. September 1887 in Madrid, Spanien, als Antonio Garrido Monteagudo Moreno; † 15. Februar 1967 in Beverly Hills, Kalifornien, USA) war ein spanisch-amerikanischer Schauspieler und Regisseur. Während der Stummfilmära wurde er im Rollenfach des romantischen Liebhabers zum Filmstar.

## Leben und Karriere
Als Unteroffizierssohn in Madrid geboren und väterlicherseits früh verwaist, wuchs Antonio in einer Ortschaft bei San Roque (Cádiz) in der Bucht von Algeciras auf, wohin seine Mutter aus wirtschaftlichen Gründen mit ihm gezogen war, nahe der britischen Kronkolonie Gibraltar. Dort verdingte er sich unter anderem als Balljunge im Polosport und kam so in Kontakt mit Angehörigen der britischen und amerikanischen Oberschicht. Mit Erlaubnis seiner Mutter wanderte Antonio im Alter von 15 Jahren auf Einladung eines reichen Gönners in die Vereinigten Staaten aus, wo er den Familiennamen seiner Mutter übernahm und sich Antonio Moreno nannte. Er lebte zunächst in Massachusetts, wo er seine Schulausbildung beendete. Nach der Williston Northampton School wurde er Bühnenschauspieler in regionalen Theaterproduktionen, ohne zunächst größeren Erfolg zu erringen.
Im Jahr 1912 zog er nach Hollywood, wo sich die Filmindustrie gerade anzusiedeln begann. Nach zwei Einzelengagements wurde er bei der Biograph Company eingestellt, wo er acht Monate blieb und danach zu den Vitagraph Studios wechselte. Dort erlebte er erste Erfolge. Zunächst drehte Moreno nur Kurzfilme, aber ab 1914 trat er in größeren Filmen wie Judith of Bethulia, The Dust of Egypt, The Angel Factory und The First Law auf. Binnen kurzer Zeit wurde er durch seine Auftritte an der Seite von Norma Talmadge zum Filmstar und unterschrieb schließlich bei Goldwyn Pictures. Neben Ramón Novarro und vor allem Rudolph Valentino stieg Moreno wegen seines südländisch-guten Aussehens zu einem der beliebtesten Latin Lover der Stummfilmära auf. Dabei erwarb er sich eine große weibliche Fangemeinde. In den frühen 1920er Jahren schloss Moreno sich dem Kinokonzern Cineplex Entertainment an und wurde hier einer der höchstbezahlten Darsteller. Zu seinen Filmpartnerinnen zählten Bebe Daniels in der Broadway-Komödie The Exciters (1923), Pola Negri in Die spanische Tänzerin (1923), Greta Garbo in Dämon Weib (1926) und Clara Bow in Das gewisse Etwas (1927). Insbesondere die Komödie Das gewisse Etwas war ein großer Kassenerfolg und zeigte Moreno als Kaufhauserben, der allen Verkäuferinnen den Kopf verdreht.

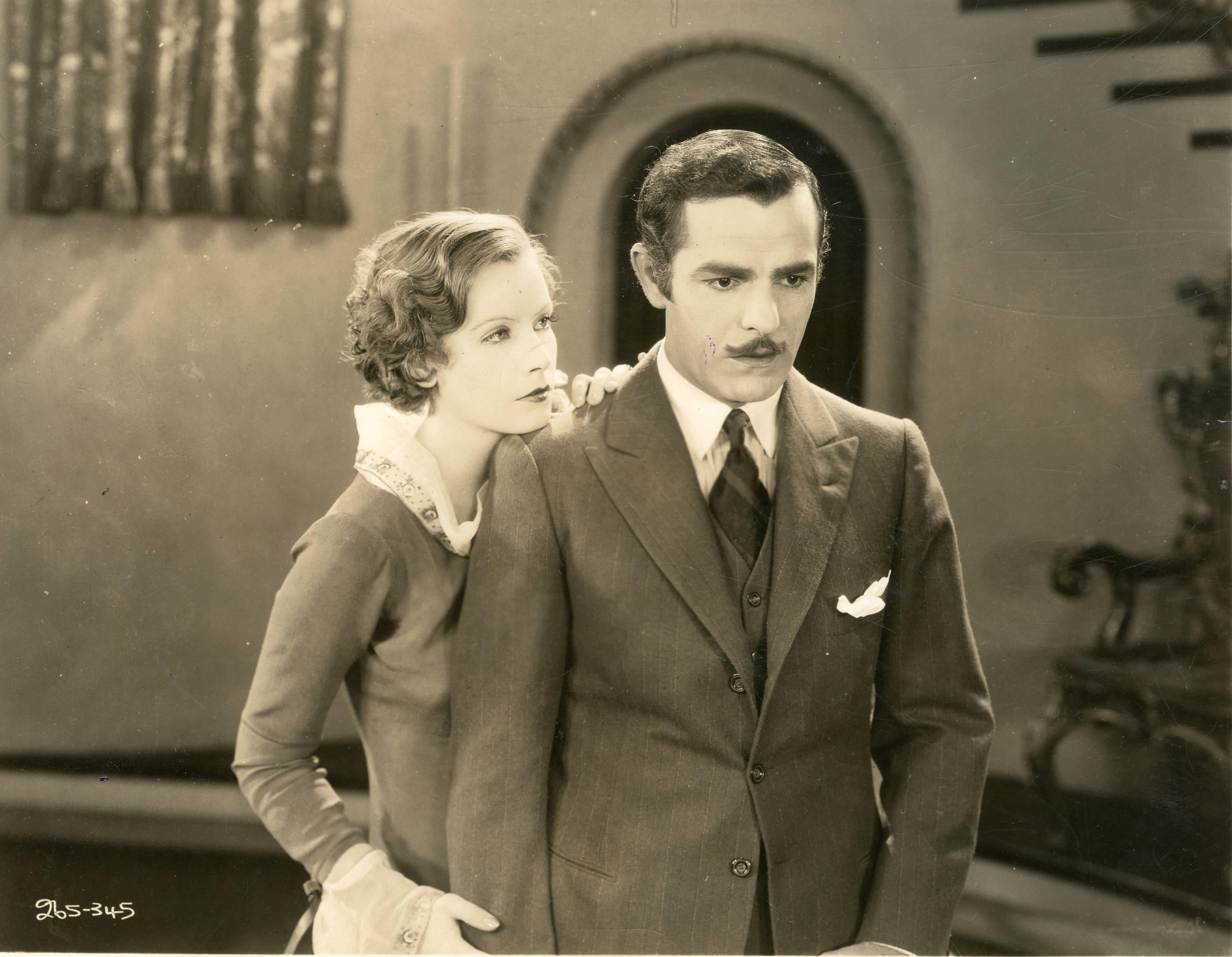
Antonio Moreno mit Greta Garbo in dem dramatischen Stummfilm Totentanz der Liebe (1926)

Mit dem Beginn der Tonfilmära in den späten 1920er-Jahren begann Morenos Stern rasch zu sinken. Dies lag insbesondere an seinem starken spanischen Akzent, der sich nun bemerkbar machte. In Hollywood drehte er während dieser Zeit nur noch wenige Filme und arbeitete stattdessen vermehrt in mexikanischen Produktionen. Während der frühen 1930er-Jahre führte er dort zusätzlich bei einigen Filmen Regie, so beim ersten mexikanischen Tonfilm Santa (1932) und dem Drama Águilas frente al sol (1932). Moreno versuchte bereits in den 1930er-Jahren, seine Hollywood-Karriere wiederaufzubauen, unter anderem durch einen Auftritt im Laurel-und-Hardy-Film Das Mädel aus dem Böhmerwald, wo seine Figur eine Affäre mit Oliver Hardys Frau hat. 1936 kehrte er nach Spanien zurück und drehte dort den einzigen spanischen Film seiner Karriere, das Künstlermelodram María de la O unter der Regie von Francisco Elías (1890–1977), in dem er mit Carmen Amaya, Julio Peña (1912–1972) und Pastora Imperio vor der Kamera stand. Vom Spanischen Bürgerkrieg überrascht, konnte er sein Vorhaben, in Spanien eine Filmindustrie nach amerikanischem Vorbild aufzubauen, nicht realisieren. Nach seiner Rückkehr nach Amerika gelangte er erst Mitte der 1940er Jahre wieder zu besseren Rollen im amerikanischen Film, darunter als Charakterdarsteller in Der Hauptmann von Kastilien und Todfeindschaft. 1954 übernahm der Altstar eine der Hauptrollen in dem als 3D-Film produzierten Horrorstreifen Der Schrecken vom Amazonas, der später zum Kultklassiker avancierte. Sein letzter bedeutender Auftritt fand 1956 in John Fords Westernepos Der Schwarze Falke statt, wo er in der Rolle eines Mexikaners John Wayne und Jeffrey Hunter den Weg zu einem Indianer-Häuptling weist.
Moreno heiratete 1923 die wohlhabende Amerikanerin Daisy Canfield Danziger, die 1933 bei einem Autounfall ums Leben kam. Antonio Moreno zog sich in den späten 1950er Jahren von der Schauspielerei zurück. Er starb 1967 im Alter von 79 Jahren in Beverly Hills an Herzversagen. Für sein Filmschaffen ist ihm ein Stern auf dem Hollywood Walk of Fame gewidmet.

## Filmografie (Auswahl)

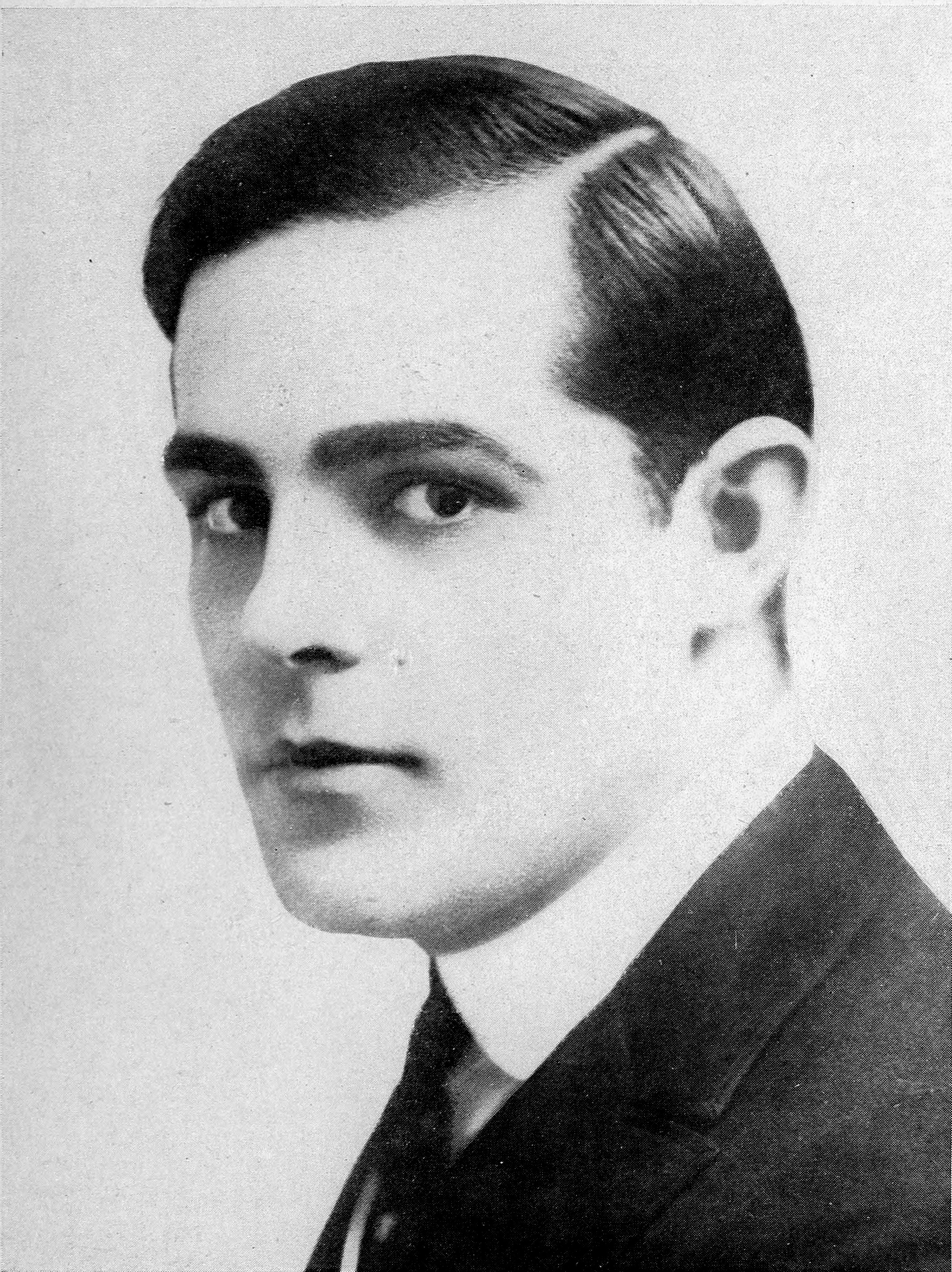
Antonio Moreno in jungen Jahren

### Als Schauspieler
- 1912: Iola's Promise
- 1912: The Musketeers of Pig Alley
- 1914: Judith von Bethulien (Judith of Bethulia)
- 1915: The Island of Regeneration
- 1918: Das Haus des Schreckens (The House of Hate)
- 1919: Perils of Thunder Mountain
- 1923: Die spanische Tänzerin (The Spanish Dancer)
- 1924: Eine namenlose Geschichte (The Story Without A Name)
- 1926: Mare Nostrum
- 1926: Dämon Weib (The Temptress), deutsch auch Totentanz der Liebe
- 1926: Beverly of Graustark
- 1927: Das gewisse Etwas (It)
- 1927: Die Venus von Venedig (Venus of Venice)
- 1929: Erfahrene Frau gesucht (Synthetic Sin)
- 1930: El hombre malo
- 1935: Storm Over the Andes
- 1936: Laurel und Hardy – Das Mädel aus dem Böhmerwald (The Bohemian Girl)
- 1939: María de la O
- 1940: Das Haus der sieben Sünden (Seven Sinners)
- 1945: Die Seeteufel von Cartagena (The Spanish Main)
- 1946: Berüchtigt (Notorious)
- 1947: Der Hauptmann von Kastilien (Captain from Castile)
- 1949: Der Berg des Schreckens (Lust for Gold)
- 1950: Todfeindschaft (Dallas)
- 1950: Ohne Gesetz (Saddle Tramp)
- 1950: Hexenkessel (Crisis)
- 1951: Das Zeichen des Verräters (Mark of the Renegade)
- 1953: Die Todesbucht von Louisiana (Thunder Bay)
- 1954: Der Schrecken vom Amazonas (Creature from the Black Lagoon)
- 1954: Saskatschewan (Saskatchewan)
- 1956: Der Schwarze Falke (The Searchers)

### Als Regisseur
- 1920: The Veiled Mystery
- 1932: Santa
- 1932: Águilas frente al sol
- 1933: Revolución